# ضيف الله الصالح الشبول
المناضل ضيف الله الصالح الشبول العمرو ولد المجاهد ضيف الله الصالح الشبول (عام 1901) في بلدة الشجرة وهي من قرى حوران التابعة لمتصرفية درعا سابقا وتتبع الآن لمحافظة اربد شمال الاردن، ويعد من أهم الشخصيات في لواء الرمثا.

## نشأته
نشأ المناضل في حوران أرض العلماء والشعراء والمصلحين والثوار فتجذرت فيه قيم الشجاعة وعزة النفس والإيثار

## معركة ميسلون
في معركة ميسلون كانت البداية للمناضل المجاهد ضيف الله الصالح، التي قامت بين قوات المتطوعين العرب بقيادة وزير الحربية يوسف العظمة من جهة، وجيش الاستعمار الفرنسي بقيادة ماريانو غوابيه من جهة أخرى، حيث شارك المناضل ضيف الله الشبول وأخيه الشيخ الثائر المجاهد فواز باشا البركات الزعبي السوريين في المعركة للدفاع عن أرض العروبة ومعهم ثلة من المناضلين العرب الاحرار.

## جيش إعميش
وبعد أن إنتهت المعركة إلى ما إنتهت اليه عاد ضيف الله الصالح الشبول إلى بلدة الشجرة واتخذ من وادي الشلالة موقعا لانطلاق ثواره الأردنيين والسوريين فمنهم عبد القادر العايد الشبول وحمزة النهار ومجموعة من أبناء بلدة الشجرة (جيش إعميش) والشيخ مصطفى الخليلي وسالم من بلدة المغير والشيخ محمد قشمر وارحيل المصطفى وحسن النوري ومفضي الإبراهيم وجميل مردم بك واحمد مريود من السوريين.

## عمليات ضد المستعمر الفرنسي
في شهر نيسان سنة 1924 تلقى الشيخ المناضل مصطفى الخليلي الدعم من رضا باشا الركابي رئيس الحكومة الأردنية آنذاك، وتم التنسيق فيما بين زعماء ثورة حوران والمناضل احمد مريود للقيام بأعمال قتالية تقلق مضاجع الفرنسيين، وتم امداد المناضلين بالأموال والسلاح ليقوموا بهذه العملية العسكرية النبيلة ضد المستعمر الفرنسي، توجهت الحملة يرافقها نخبة من المناضلين الحوارنة فاشتبكوا مع مفرزة فرنسية بطريق درعا- مزيريب فقتلوا منها خمسة جنود وغنموا خيولهم وسلاحهم، ثم قام الشيخ مصطفى الخليلي ورفاقه بالتعرض لسيارة المستشار الفرنسي بدرعا فأصيب المستشار وزوجته ولكنه نجى من قبضة الثوار، تابع المناضلون سيرهم حتى دخلوا منطقة دمشق وقاموا بقطع الاتصالات الهاتفية وتخريب الاسلاك والكوابل وذلك لإرباك وإيقاف اتصالات قيادة المستعمر بجنوده، وفي اليوم التالي وصل المجاهدون إلى قرية شقحب القريبة من قرية زاكية وتحصنوا فيها فجاءهم الشيخ عثمان الخطيب شيخ قرية زاكية وشيخ عشيرة النعيم المعروف بابي جاسم النادر وابدوا النصح للمجاهدين بالعودة إلى عمان لإن السلطة الفرنسية قد علمت بوجودهم فاقتنع الشيخ مصطفى الخليلي وانسحب برفاقه وعاد إلى منطقة نبع الصخر فوقع ورفاقه أسرى في أيدي القوات الفرنسية بعد معركة  قدم فيها الثوار أرقى معاني النبل والشجاعة والإيثار فاستشهد منهم ثلة من ابطال حوران رحمهم المولى عز وجل.

## حكم الإعدام
حكمت السلطات الفرنسية بالإعدام على الشيخ مصطفى الخليلي والشيخ ضيف الله الصالح الشبول والشيخ فندي بوياغي من عرب الشوف والمناضل أحمد يقطيني من أهالي قرية داريا من غوطة دمشق وحدد يوم السبت في 7 أب سنة 1926 موعداً لتنفيذ الإعدام فيهم شنقاً في ساحة المرجة بدمشق، نجح زكريا الداغستاني وكيل مدير السجون في قلعة دمشق بتنفيذ خطة تهريب الشيخ ضيف الله الصالح الشبول ورفاقه الثلاثة من السجن والتحق زكريا الداغستاني والمناضلون الأربعة بالثورة في الغوطة ثم عاد الثوار لإستكمال نضالهم في حوران فإشترك الشيخان مصطفى الخليلي وضيف الله الصالح ورفاقهم بمعركة (داعل) الشهيرة

## معركة داعل
عاد الثوار لإستكمال نضالهم بعد هروبهم من السجن في حوران فإشترك الشيخان مصطفى الخليلي وضيف الله الصالح ورفاقهم بمعركة داعل الشهيرة وكان منهم مطلق الذيب شيخ نوى وفندي الحشيش من تل شهاب، وفي ليلة 3 تشرين الأول سنة 1926 قام المناضلون بتدمير جسر (عرار) وحرق مركز الدرك وأسر جنوده وقاموا بتدمير جزء من السكة الحديدية، وبعد منتصف الليل وصلت حملة المجاهدين إلى قرية داعل وكانت الفكرة ضرب الزوية والتمركز فيها وقد دعاهم أهلها وفيها أحراش وجبال ووديان تساعد على التخفية والتستر ونصب الكمائن، واثناء مرور حملة المجاهدين بقيادة رئيس مجلس الثورة الشيخ إسماعيل الحريري من قرية داعل إلى الزوية قام المستعمر الفرنسي بالإحاطة ببلدة داعل مستخدما أثنا عشر ألف جندي من سلاح الفرسان والدبابات وقامت أسراب الطائرات بقصف القرية فاستبسل المجاهدون في المقاومة واستطاعوا فك الحصار من الجهة الشرقية وكان هجوماً عنيفاً ساحقاً فتراجعت الحملة الفرنسية أمام هذا الهجوم، وكان الليل قد أقبل وبعد ساعة من فك الحصار إتجه الثوار إلى اللجاة فوصلوا حدودها صباحاً، ثم نزح فريق من الحملة إلى جبل العرب وإلى الإردن واستشهد في هذه المعركة القائد حسين المدفعي وخمسة من المجاهدين رحمهم الله جميعا

## وفاته
حل ضيف الله الصالح في ضيافة أمير البلاد وحتى لا تطال يد الفرنسيين المناضل ضيف الله الصالح الشبول في قريته الحدودية أقطعه سمو الأمير أرضا في طبقة فحل والتي ما تزال تحت تصرف أعقابه إلى يومنا هذا، استمر المناضل ضيف الله الصالح بأعمال المقاومة لإيمانه بكرامة الامة ونصرة لاخوانه المجاهدين، ومن موقعه الجديد في طبقة فحل عمل على امداد المجاهدين في فلسطين بالسلاح والعتاد وشارك في الهجمات التي شنها المجاهدون على المستعمرات اليهودية في بيسان وصفد وبقي كذلك إلى ان انتهت أعمال المقاومة وتم تشكيل الكيان البغيض في فلسطين. بقي أبو هايل في طبقة فحل متنقلا بينها وبين بلدته الشجرة إلى ان وافاه الاجل المحتوم في شهر تشرين الثاني من عام 1952 ، رحم الله أبا هايل وأسكنه فسيح جنانه إنه هو السميع المجيب.